# Bahía de Tsemés
La bahía de Tsemés (del ruso: Цемесская бухта) es una bahía que se abre hacia el sur desde la costa nororiental del mar Negro, junto a la ciudad de Novorosíisk y a Kabardinka. Pertenece administrativamente al ókrug urbano de Gelendzhik y al ókrug urbano de Novorosíisk del krai de Krasnodar de Rusia. 
En la bahía desemboca el río Tsemés. Tiene una longitud de 15 km y una anchura en su punto medio de 4.6 km (en la entrada son 9 km). Alcanza una profundidad de 21-27 m, lo que permite entrar en la bahía a barcos de gran tamaño. La orilla del sudoeste de la bahía es baja, mientras que al nordeste es elevada y corresponde a la vertiente meridional de la cordillera de Markotj. Sus límites están fijados por la isla de Sudzhuk al sudoeste y el cabo Doob al sureste. Frente al cabo Penai, en la zona media de la bahía hay bancos de arena con una profundidad de 5-6 m. En el noroeste de la bahía se halla la Ciudad Heroica de Novorosíisk y su puerto comercial. En el nordeste se halla Kabardinka, perteneciente a la ciudad-balneario de Gelendzhik. En invierno se producen fuertes vientos catabáticos del nordeste del tipo bora que ponen en peligro la navegación.